# 나베시마 나오시게

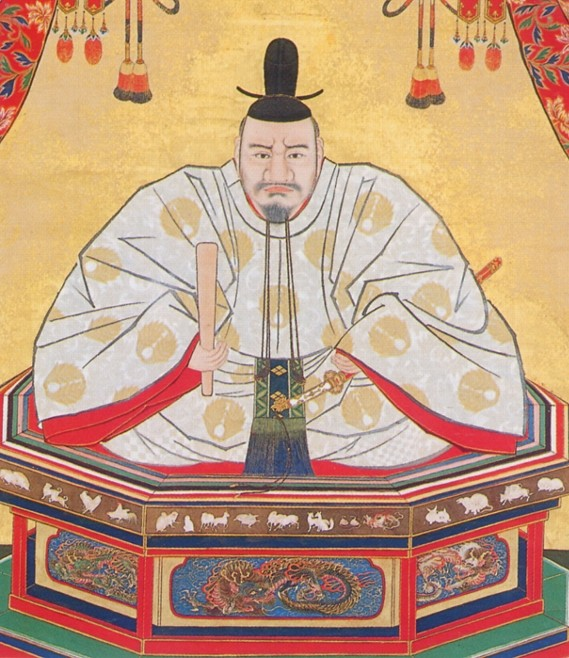
나베시마 나오시게 (초상화)

나베시마 나오시게(일본어: 鍋島 直茂, 덴분 7년 음력 3월 13일(1538년 4월 12일) ~ 겐나 4년 음력 6월 3일(1618년 7월 24일)는 센고쿠 시대부터 에도 시대의 무장이다.
나오시게는 히젠 류조지씨의 가신이었지만, 히젠국의 실권을 장악하는 등의 권모술수에 능해 주군 류조지 다카노부의 아들 다카후사를 양자로 들였다. 임진왜란 및 정유재란때 가토 기요마사의 휘하 장수로 참전하였다.

## 생애

### 류조지 다카노부의 오른팔
덴분(天文) 7년(1538년) 히젠 사가 군(肥前佐嘉郡)의 혼쇼 촌(本庄村)의 재지 호족(在地豪族)인 나베시마 기요후사(鍋島清房)의 차남으로 태어났다. 어머니는 류조지 씨(龍造寺氏)였다. 덴분 10년(1541년) 주군 ・ 류조지 이에카네(龍造寺家兼)의 명령으로 小城郡의 지바 다네쓰라(千葉胤連, 니시지바 씨西千葉氏)의 양자로 들어갔다. 그러나 덴분 14년(1545년)  쇼니 씨(少弐氏)에 의해 류조지 이에즈미(龍造寺家純) 등이 피살되고, 이에카네가 도망쳐 버리면서 류조지 씨와 쇼니 씨가 적대관계가 되자 친아버지 기요후사는 나오시게에게 양자를 파기하고 본가로 돌아오도록 하였다.
이에카네 사후 몇 년 뒤, 류조지 다카노부(龍造寺隆信)가 류조지 씨를 이었고, 나아가 다카노부의 생모였던 게이긴니(慶誾尼)가 아버지 기요후사의 계실(継室)이 되면서 나오시게는 다카이에의 종제인 동시에 의제가 되어, 다카노부로부터 후한 신임을 사게 되었다. 류조지 씨는 나오시게의 움직임도 있고 해서 숙적인 쇼니 씨를 에이로쿠(永禄) 2년(1559년)에 멸망시키기까지 하였다.

나베시마 은행잎. 나베시마 가문의 문장이다.

에이로쿠 12년(1569년) 분고의 오토모 소린(大友宗麟)이 쳐들어오자 다카노부에게 농성을 진언하였고 동시에 아키 모리 씨(安芸毛利氏)에게 오토모 영지를 침공해 줄 것을 요청하였다. 겐키(元亀) 원년(1570년) 이마야마 전투(今山の戦い)에서는 류조지 가문 전원이 농성으로 의논이 기운 와중에 야습을 진언하고 나섰고, 그 자신이 야습 부대를 지휘하여 오토모 지카사다(大友親貞)를 격파한다. 이후 류조지 가문 내에서 나오시게의 존재감은 크게 늘어났다. 이 승리를 기념하여 나베시마 가문의 문장은 쓰루기하나비시(剣花菱)에서 오토모 가문의 은행잎으로 바뀌게 된다.
덴쇼(天正) 3년(1575년) 쇼니 씨의 잔당이 모두 섬멸되고 덴쇼 6년(1578년)에는 히젠 남부의 아리마 씨(有馬氏) ・ 오무라 씨(大村氏) 등을 굴복시키는 공적을 세우기도 했다. 그리고 다카노부가 은거하고 다카노부의 적남인 마사이에(政家)가 가독을 잇게 되자 마사이에의 후견인으로써 다카노부로부터 임명되었다.
덴쇼 9년(1581년) 다카노부와 짜고 사쓰마의 시마즈 씨(島津氏)와 통모한 지쿠고 야나기가와 성(筑後柳川城) 성주 가바이케 시게쓰라(蒲池鎮漣)를 히젠(肥前)으로 꾀어내어 죽이고, 다카노부의 명령으로 야나기가와 성 공격을 행하는 다지리 아키타네(田尻鑑種)를 독전하여 가바이케 씨(蒲池氏, 시모가바이케下蒲池)가 멸망한 뒤에 야나기가와 성에 들어온다. 이후 주로 지쿠고 국의 국정을 맡았다. 물론 나오시게의 힘에 대한 기대도 있었지만, 교만해진 다카노부가 여러 차례 간언하는 나오시게를 소홀히 하게 되자 지쿠고로 돌아갔다고 한다.
덴쇼 12년(1584년) 오키타나와테 전투(沖田畷の戦い)에서 다카노부가 시마즈 씨에게 패하고 전사하자, 나오시게는 자결하려 하였으나 가신들이 말려서 히젠으로 물러났고, 마사이에를 보필하면서 류조지 씨의 세력 만회에 힘썼다. 시마즈측은 다카노부의 목을 돌려보내겠다고 제안하며 화의를 청하였으나 나오시게는 이를 받아 들이기를 단호히 거부하며 시마즈 씨에 대한 강렬한 적대를 드러냈다. 이러한 나오시게의 행동 이후에 시마즈 씨와의 강화에서 류조지 씨측은 참패했음에도 불구하고 더 나은 조건을 얻을 수 있었다.

### 류조지 씨의 실권을 장악하다
류조지 씨는 한때 시마즈 씨에게 공순하는 형태로 오토모측의 다치바나 무네시게(立花宗茂)가 농성하고 있는 다치바나 성(立花城) 포위에 가세하였으나, 나오시게는 일찍부터 도요토미 히데요시(豊臣秀吉)와의 친분이 있었고 이를 통해 그에게 규슈 정벌(九州征伐)을 촉구하였다. 그리고 히데요시군의 규슈 접근을 알고 곧장 시마즈와 손절하고 정병(精兵)을 보내어 시마즈 군에 의해 히고 미나미세키(肥後南関)에 갇혀 있던 다치바나 무네시게의 어머니와 여동생을 구출해 냈고, 류조지 세력은 다치바나 씨와 함께 시마즈 공격의 선봉을 맡아 시마즈 씨를 굴복시키게 된다.
이러한 일련의 움직임을 히데요시는 높이 샀고, 류조지 마사이에는 도요토미 히데요시로부터 히젠 국 7개 군 30만 9,902석을 안도받는데, 이를 알리는 히데요시의 주인장(朱印状)은 류조지 다카후사(龍造寺高房) 앞으로 되어 있었다. 나베시마 나오시게는 그 가운데 3만 석 정도(나오시게 ･ 가쓰시게 부자 합계 고4만 4500석)을 받았고 히데요시는 마사이에 대신 나오시게에게 국정을 맡게 하였다.
히데요시로부터는 덴쇼 16년(1588년) 마사이에에 대해, 덴쇼 17년(1589년)에는 나오시게와 그 적자 가쓰시게(勝茂)에게 도요토미 성(豊臣姓)이 하사되었다. 덴쇼 16년부터 류조지 령국(領国) 내에서의 그의 권위를 과시하는 듯 인장(印章)의 사용이 시작되고, 나오시게 자신의 권력이 확립되었다.

### 임진왜란 참전
분로쿠(文禄) 원년 1592년 히데요시가 조선을 침략하였을 때 제2군 사령관 가토 기요마사의 휘하 장수로 본대보다 더 많은 1만 2000명을 이끌고 참전하였다. 함경도로 진격해 조선의 왕자 임해군과 순화군을 붙잡는 등 기세를 떨쳤으나 북관대첩에서 조선의 의병장 정문부에게 크게 패했다. 1597년 정유재란 때 제4진으로 황석산성 전투에 참전하였고 제1차 울산성 전투에는 기요마사를 구원하기 위한 8만명의 구원병 총사령관으로 조명연합군을 무찔렀다.
임진왜란 참전 시기를 거치면서 류조지 가신단은 차츰 주가인 류조지 씨를 버리고 나오시게에게로 기우는 경향이 더욱 촉진되었다. 그리고 이 시점에서 류조지 마사이에와의 불화 소문이 나돌기 시작했고, 분로쿠 4년(1596년)에는 마사이에를 독살하려 했다는 소문까지 퍼지기에 이르렀다. 이에 나오시게는 신의 이름을 걸고 그러한 일은 결코 없었음을 강변하는 내용의 기청문(起請文)을 제출하기까지 했다.
나오시게는 조선으로 간 이후 한 번도 귀국하지 않았으며, 게이초(慶長) 2년(1597년) 아들 가쓰시게와 교대한 이후에야 일본으로 귀국하였다. 히데요시가 죽고 철수하는 와중에 이삼평 등 많은 조선 도공들을 일본으로 끌고 왔으며, 이들이 모여 도자기를 생산한 아리타정은 이후 일본 유수의 도자기 생산지가 되었다.

### 세키가하라 전투
게이초 5년(1600년) 벌어진 세키가하라 전투(関ヶ原の戦い)에서 나베시마 나오시게는 동군 측에 참전하였다.
아들 가쓰시게는 당초 서군에 참전하려 하였는데, 나오시게는 은자(銀子) 500관(貫)을 가지고 세 사람의 가신들에게 쌀을 사서 보내게 하였다. 그리고 이시다 미쓰나리(石田三成)가 군사를 일으키자 서군에 속해 있으면서도 우쓰노미야(宇都宮)에 있던 도쿠가와 히데타다(徳川秀忠)에 대해 오와리(尾張)에서 간토(関東)까지의 쌀 매점 목록을 보냈고, 도쿠가와 이에야스(徳川家康)에게도 ｢나베시마에게 다른 마음은 없다」(鍋島心中は別条なし)라는 심증을 품게 하였다고 한다(『川角太閤記』). 그리고 세키가하라 본전이 개시되기 전에 가쓰시게와 그 군세를 전선에서 이탈시켰다.
이후 나오시게는 이에야스에 대한 공순의 뜻을 보이기 위해 규슈의 서군 제장들의 거성들을 공격할 것을 촉구하였고, 고바야카와 히데카네(小早川秀包)의 구루메 성(久留米城)을 공략, 이어 다치바나 무네시게의 야나기가와 성을 항복시켜 성을 열게 하였다. 또한 나오시게는 다른 동군 제장들과 함께 시마즈에 대한 공격까지 준비하였는데, 이는 실행 직전에 중지되었다.
일련의 규슈에서의 나베시마 씨의 전투는 이에야스에게 인정을 받아, 류조지 씨의 히젠 국 사가(佐賀)의 본래 영지는 무사히 나베시마에게 안도되었다. 다만 집안 내에서의 전후 처리에서는 가쓰이에의 직할령은 9천 석이었고 또한 묘다이(名代) 군세가 이에야스로부터 직접 수고했다는 위로를 받기도 했던 류조지 시게쓰나(龍造寺茂綱, 고토 시게쓰나)에게는 가쓰시게보다 많은 12,108석의 큰 영지를 주는 등 도쿠가와와 동군에 참가한 집안 내 무장들에 대한 배려를 잊지 않았다.

### 사가 번의 성립
1608년 사가성을 수축해 히젠 사가번의 기초를 세워 나베시마가의 번조(藩祖)가 되었다.
에도 시대(江戸時代)에 들어 류조지 다카후사는 막부에 대해 사가 번(佐賀藩)에서의 류조지 씨의 옛 실권을 회복시켜줄 것을 압박하였으나, 막부는 나오시게 ・ 가쓰시게 부자가 류조지 씨로부터 그 지위를 선양받았음을 인정한다는 자세를 보였고, 다카노부의 동생인 류조지 노부치카(龍造寺信周)나 류조지 나가노부(龍造寺長信) 등도 나베시마 씨로의 선양을 적극적으로 지지하고 나섰다. 때문에 가쓰시게는 막부의 공인 아래 나오시게의 뒤를 이었고, 류조지 가문의 영지(검지에 따른 석고는 35만 7천 석이었다. 후술)을 넘겨 받아 사가 번주가 되었으며, 아버지 나오시게의 후견 아래 번의 정치를 총람하였다.
게이초 12년(1607년) 3월 3일 다카후사는 나오시게를 원망하여 부인을 죽이고 자결하려 하였다. 이 자리에서 그는 목숨을 건졌지만 나오시게는 같은 해 7월 26일자로 마사이에에게 다카후사의 행적을 비난하는 서한을 보냈다. 자신들은 전하(히데요시)나 오고쇼 님(이에야스)로부터 국정을 맡기는 했지만, 류조지 가문에 대해서 최대한 경의를 기울여 왔고, 또 대우 면에서도 불편이 없게 주선해 왔는데, 그 성씨(류조지 씨의 가계)를 단절시키는 짓(다카후사의 자살 미수)을 한 것은 어째서인가, 누구에 대한 빈정거림인가, (다카후사가) 귀국한 뒤, 우리 부자(나오시게·카츠시게)에게 질문한다면 직접 해명하겠다, 라는 내용이었다. 「원망서장」(おうらみ状)이라고 불리는 서장이다. 그러나 다카후사는 사가로 돌아오지 않고 9월 6일 사망하였다.
그 뒤 나오시게는 류조지 일문에 대한 경의를 표하면서도 그 영향력을 상대적으로 약화시켰다. 가쓰시게도 그 시책을 이어받아 자신의 동생인 다다시게(忠茂), 장남 모토시게(元茂), 5남 나오즈미(直澄)에게 지번(支藩)을 세우게 하여 본번 통치를 강고히 하였고, 옛 류조지 가신들의 찍어 눌러갔다. 또한 검지(토지조사)를 실시하여 35만 7천 석의 석고가 있음을 밝혀냈는데, 이것이 사가 번의 주인고(朱印高)가 되었다.
다만 나오시게는 류조지 씨나 가문 세력에 대한 생각이 있었던 것인지 자신은 번주의 자리에 오르지 않고 초대 번주는 가쓰시게가 맡았다. 때문에 나오시게는 번조(藩祖)라고 불리게 되었다.
겐나(元和) 4년(1618년) 6월 3일 나베시마 나오시게는 병으로 사망하였다. 향년 81세였다. 당시로써는 상당한 장수였지만 귀에 생긴 종양으로 죽는 순간까지 심한 통증에 시달렸기에 다카후사의 망령이 한 짓이 아닐까 하는 소문이 나돌았고, 이것이 「나베시마 가문의 요괴 고양이 소동」(鍋島家化け猫騒動)이라는 이야기의 모티프의 하나가 되었다.
사가 시(佐賀市)의 고젠지(高伝寺)에 소장되어 있는 成富益峯가 그린 것으로 알려진 나베시마 나오시게의 초상화(사가 현립 박물관에 기탁되었다)에 쓰인 이시다 잇세이(石田一鼎)의 찬(賛)에는 「종5위(従五位) 나베시마 가가노카미(鍋島加賀守) 후지와라노 아손 나오시게(藤原朝臣直茂), 법휘(法諱) 일봉종지대거사(日峯宗智大居士), 아버지는 스루가노카미(駿河守) 기요후사, 어머니는 류조지 분고노카미 이에즈미(龍造寺豊後守家純)의 적녀(嫡女)라」(従五位鍋島加賀守藤原朝臣直茂法諱日峯宗智大居士父駿河守清房母龍造寺豊後守家純嫡女也)라고 되어 있다.